# Seven de Japón 2014
El Seven de Japón de 2014 fue la vigésima segunda edición del torneo de rugby 7, fue el sexto torneo de la temporada 2013-14 de la Serie Mundial Masculina de Rugby 7.
Se disputó en la instalaciones del Chichibunomiya Rugby Stadium de Tokio.

## Fase de grupos

### Grupo A
| Equipo        | Encuentros | Encuentros | Encuentros | Encuentros | Tantos  | Tantos    | Tantos     | Puntos |
| Equipo        | jugados    | ganados    | empatados  | perdidos   | a favor | en contra | diferencia | Puntos |
| ------------- | ---------- | ---------- | ---------- | ---------- | ------- | --------- | ---------- | ------ |
| Nueva Zelanda | 3          | 3          | 0          | 0          | 105     | 29        | +76        | 9      |
| Canadá        | 3          | 1          | 1          | 1          | 74      | 44        | 30         | 6      |
| Gales         | 3          | 1          | 1          | 1          | 51      | 67        | –16        | 6      |
| Portugal      | 3          | 0          | 0          | 3          | 19      | 109       | –90        | 3      |

Nota: Se otorgan 3 puntos al equipo que gane un partido, 2 al que empate y 1 al que pierda

### Grupo B
| Equipo    | Encuentros | Encuentros | Encuentros | Encuentros | Tantos  | Tantos    | Tantos     | Puntos |
| Equipo    | jugados    | ganados    | empatados  | perdidos   | a favor | en contra | diferencia | Puntos |
| --------- | ---------- | ---------- | ---------- | ---------- | ------- | --------- | ---------- | ------ |
| Sudáfrica | 3          | 3          | 0          | 0          | 87      | 29        | +58        | 9      |
| Kenia     | 3          | 2          | 0          | 1          | 48      | 40        | +8         | 7      |
| Argentina | 3          | 0          | 1          | 2          | 33      | 66        | –33        | 4      |
| Japón     | 3          | 0          | 1          | 2          | 26      | 59        | –33        | 4      |

### Grupo C
| Equipo         | Encuentros | Encuentros | Encuentros | Encuentros | Tantos  | Tantos    | Tantos     | Puntos |
| Equipo         | jugados    | ganados    | empatados  | perdidos   | a favor | en contra | diferencia | Puntos |
| -------------- | ---------- | ---------- | ---------- | ---------- | ------- | --------- | ---------- | ------ |
| Fiyi           | 3          | 2          | 1          | 0          | 74      | 45        | +29        | 8      |
| Estados Unidos | 3          | 1          | 1          | 1          | 55      | 58        | –3         | 6      |
| Samoa          | 3          | 1          | 0          | 2          | 52      | 71        | –19        | 5      |
| Francia        | 3          | 1          | 0          | 2          | 55      | 62        | –7         | 5      |

### Grupo D
| Equipo     | Encuentros | Encuentros | Encuentros | Encuentros | Tantos  | Tantos    | Tantos     | Puntos |
| Equipo     | jugados    | ganados    | empatados  | perdidos   | a favor | en contra | diferencia | Puntos |
| ---------- | ---------- | ---------- | ---------- | ---------- | ------- | --------- | ---------- | ------ |
| Inglaterra | 3          | 3          | 0          | 0          | 89      | 21        | +68        | 9      |
| Australia  | 3          | 2          | 0          | 1          | 75      | 50        | +25        | 7      |
| Escocia    | 3          | 1          | 0          | 2          | 43      | 67        | –24        | 5      |
| España     | 3          | 0          | 0          | 3          | 12      | 81        | –69        | 3      |

## Fase Final

### Cuartos de final
| 23 de marzo | Nueva Zelanda | 21 - 12 | Australia |  |  |

| 23 de marzo | Fiyi | 43 - 19 | Kenia |  |  |

| 23 de marzo | Inglaterra | 14 - 10 | Canadá |  |  |

| 23 de marzo | Sudáfrica | 17 - 12 | Estados Unidos |  |  |

### Semifinal
| 23 de marzo | Nueva Zelanda | 12 - 17 | Fiyi |  |  |

| 23 de marzo | Inglaterra | 0 - 17 | Sudáfrica |  |  |

### Final
| 23 de marzo | Fiyi | 33 - 26 | Sudáfrica |  |  |

| Bandera de Fiyi        |
| Campeón Fiyi           |
| 2º título del circuito |